# Horst Steffen
Horst Steffen (Meerbusch, 3 maart 1969) is een Duitse voetbaltrainer en een voormalig profvoetballer. Hij speelde doorgaans als verdedigende middenvelder voor KFC Uerdingen 05, Borussia Mönchengladbach en MSV Duisburg. In 2013 maakte hij zijn debuut als trainer in het betaald voetbal bij Stuttgarter Kickers, dat uitkwam in de 3. Liga. In mei 2025 maakte hij de overstap van SV Elversberg naar Werder Bremen.

## Spelersloopbaan
Steffen kwam gedurende zijn carrière uit voor diverse Duitse clubs, waaronder KFC Uerdingen 05, Borussia Mönchengladbach en MSV Duisburg. Hij was actief in de Bundesliga, 2. Bundesliga en de  Oberliga Nordrhein. In totaal speelde hij 330 officiële wedstrijden, waarin hij 29 doelpunten maakte. Daarnaast kwam hij tien keer uit voor Duitsland -21. Steffen speelde doorgaans als verdedigende middenvelder en beëindigde zijn loopbaan in 2003.  

## Trainersloopbaan

### Jeugd en amateurs
Horst Steffen begon zijn trainerscarrière bij de amateurs van Kapellen-Erft, een club die destijds uitkwam in de Landesliga Niederrhein, het vijfde niveau van het Duitse voetbalsysteem. Onder zijn leiding promoveerde de club in het seizoen 2003/04 naar de Verbandsliga Niederrhein, het vierde niveau. In 2006 stapte hij over naar MSV Duisburg, waar hij twee jaar lang het tweede elftal onder zijn hoede had. In zijn derde jaar bij de club werd hij aangesteld als trainer van de onder-19. In 2009 maakte Steffen de overstap naar Borussia Mönchengladbach, waar hij eerst de onder-17 trainde. Een jaar later kreeg hij de leiding over de onder-19, een functie die hij drie seizoenen vervulde. Vervolgens zette hij de stap naar het betaald voetbal en werd hoofdtrainer van Stuttgarter Kickers.

### Stuttgarter Kickers
Eind september 2013 werd Steffen door technisch directeur en voormalig teamgenoot Michael Zeyer  aangesteld als hoofdtrainer van Stuttgarter Kickers. Hij tekende een contract tot medio 2015 en volgde Massimo Morales op, die vanwege tegenvallende resultaten was ontslagen. Op 5 oktober maakte hij zijn debuut als trainer in het betaald voetbal in de 3. Liga, tijdens de met 1-0 verloren uitwedstrijd tegen SV Darmstadt 98. Twee weken later, op 19 oktober, boekte hij zijn eerste overwinning. In het GAZİ-Stadion auf der Waldau werd Hansa Rostock met 2-0 verslagen, dankzij twee benutte strafschoppen van Vincenzo Marchese. Bij zijn aantreden stonden de Kickers op de achttiende plaats in de 3. Liga. Onder zijn leiding maakte de ploeg een sterke opmars, die resulteerde in een achtste plaats aan het einde van het seizoen. Daarnaast bereikte Steffen met de club de finale van de Landespokal Württemberg, waarin 1. FC Heidenheim 1846 met 4-2 te sterk was. Belangrijkste versterking voor het seizoen 2014/15 was doelman Korbinian Müller, die overkwam van SpVgg Unterhaching. Met twaalf clean sheets leverde hij een belangrijke bijdrage aan de uiteindelijke vierde plaats in de 3. Liga. Onder leiding van Steffen grepen de Kickers op een haar na naast promotie naar de 2. Bundesliga. Het daaropvolgende seizoen 2015/16 verliep wisselvallig. In de eerste ronde van de DFB-Pokal  werd de club in eigen huis met 1-4 uitgeschakeld door VfL Wolfsburg. Ook in de competitie kende het team een moeizame start en stond na drie wedstrijden al in de onderste helft van de ranglijst. Een reeks van zes wedstrijden zonder nederlaag bracht de ploeg terug in de bovenste helft, maar daarop volgde opnieuw een reeks van zes nederlagen. Na de met 1-0 verloren uitwedstrijd tegen Rot-Weiß Erfurt werd Steffen ontslagen.

### Preußen Münster
Kort na zijn vertrek bij Stuttgarter Kickers werd Steffen, vlak voor kerst 2015, aangesteld als hoofdtrainer van Preußen Münster, dat eveneens uitkwam in de 3. Liga. Hij volgde Ralf Loose op, die was ontslagen nadat de ploeg in de laatste zes competitiewedstrijden slechts twee punten had behaald. Steffen debuteerde op 30 januari 2016 met een 2-0 thuiszege op Rot-Weiß Erfurt, de club die kort daarvoor verantwoordelijk was geweest voor zijn ontslag in Stuttgart. De rest van het seizoen kende een wisselvallig verloop, waarin overwinningen en nederlagen elkaar afwisselden. Münster sloot het seizoen 2015/16 uiteindelijk af op de negende plaats. In het seizoen 2016/17 kende de ploeg onder Steffen een moeizame start; pas in de vijfde speelronde werd de eerste overwinning geboekt, een 1-0 thuiszege op het tweede elftal van 1. FSV Mainz 05. Het herstel bleef echter uit, waarna Steffen na een 1-0 nederlaag tegen VfR Aalen in de tiende speelronde werd ontslagen. Op dat moment stond Münster op de achttiende plaats, onder de degradatiestreep.

### Chemnitzer FC
In de zomer van 2017, tien maanden na zijn vertrek bij Preußen Münster, werd bekend dat Steffen opnieuw in de 3. Liga aan de slag ging. Hij tekende een tweejarig contract als hoofdtrainer van Chemnitzer FCen nam zijn vaste assistent Sreto Ristić mee. Steffen trof een selectie waarin veel spelers waren vertrokken en waarin nauwelijks ruimte was voor versterkingen vanwege de financiële situatie van de club; Het verder oplopen van het tekort had de club de licentie kunnen kosten. Desondanks begon Steffen met een 1-0 thuisoverwinning op FSV Zwickau. Het duurde echter tot de tiende speelronde voordat de tweede zege volgde. Vanaf november wist Chemnitzer FC geen enkele wedstrijd meer te winnen. Kort na de jaarwisseling werd Steffen ontslagen. Daarmee kwam er na twintig competitiewedstrijden een vroegtijdig einde aan zijn seizoen 2017/18.

### SV Elversberg
Eind oktober 2018 werd bekend dat Steffen was aangesteld als hoofdtrainer van SV Elversberg, als opvolger van de ontslagen Roland Seitz. Net als bij zijn eerdere aanstellingen nam hij zijn vaste assistent Sreto Ristić mee. Beiden tekenden een contract tot medio 2021. Steffen maakte zijn debuut in de Regionalliga Südwest tijdens de met 2-0 verloren uitwedstrijd tegen TSG Balingen, waarna de ploeg terugviel naar de twaalfde plaats. Onder zijn leiding zette Elversberg echter een sterke reeks neer, wat resulteerde in een vierde plaats aan het einde van het seizoen hetgeen niet voldoende voor promotie was. Daarnaast bereikte de club de finale van de Landespokal Saarland, waarin met 1-2 werd verloren van rivaal 1. FC Saarbrücken. Het seizoen 2019/20 werd in maart 2020 vroegtijdig beëindigd vanwege de maatregelen rond de COVID-19 pandemie. De eindstand werd vervolgens bepaald op basis van een puntenquotient. SV Elversberg stond op dat moment op de tweede plaats; FC Saarbrücken, de nummer één, werd uitgeroepen tot kampioen en promoveerde naar de 3. Liga. Elversberg wist dat seizoen wel de Landespokal Saarland te winnen, door in de finale na strafschoppen te winnen van FC 08 Homburg.
Ook in het seizoen 2020/21 eindigde Steffen met Elversberg op de tweede plaats, ditmaal op zes punten achterstand van kampioen SC Freiburg II. Wel werd opnieuw de Landespokal Saarland gewonnen, dit keer dankzij een 1-0 overwinning op rivaal 1. FC Saarbrücken. Gedurende het seizoen werd zijn contract op 7 april 2021 wegens de goede prestaties met twee jaar verlengd tot de zomer van 2023. In zijn vierde seizoen (2021/22) lukte het Steffen uiteindelijk om met Elversberg promotie naar de 3. Liga af te dwingen. De club eindigde als kampioen met drie punten voorsprong op achtervolger SSV Ulm 1846. Voor het derde jaar op rij werd bovendien de Landespokal Saarland gewonnen, ditmaal door een 1-2 overwinning op FC 08 Homburg.
Het eerste seizoen van SV Elversberg in de 3. Liga werd direct een groot succes. Onder leiding van Steffen promoveerde de club voor het tweede jaar op rij, ditmaal naar de 2. Bundesliga. Elversberg werd kampioen met één punt voorsprong op SC Freiburg II en bereikte daarmee voor het eerst in haar bestaan het tweede profniveau van het Duitse voetbal. In de winterstop verlengde Steffen zijn contract opnieuw, ditmaal voor drie jaar, tot 30 juni 2026. Daarnaast wist Elversberg opnieuw de Landespokal Saarland te winnen, ditmaal met een 2-3 overwinning op 1. FC Saarbrücken. Het seizoen 2023/24 begon moeizaam voor Steffen en zijn ploeg. Pas in de vijfde speelronde werd de eerste overwinning geboekt, met een 0-1 zege op mede-promovendus VfL Osnabrück. Daarna volgde een sterke reeks van zes opeenvolgende overwinningen, waarbij met name de 2-1 thuiswinst op titelkandidaat Hamburger SV opviel. Elversberg stelde twee speelronden voor het einde al handhaving veilig en sloot het seizoen uiteindelijk af op een elfde plaats in de middenmoot. Opvallend was dat Steffen met zijn ploeg bijna de helft van de punten buitenshuis wist te behalen.
In zijn zesde seizoen (2024/25) als trainer van Elversberg zag Steffen, ondanks het vertrek van een van zijn sleutelspelers Jannik Rochelt, opnieuw een stijgende lijn in de prestaties. Vlak voor de winterstop stond Elversberg zelfs kortstondig bovenaan, maar door een 1-4 nederlaag in eigen huis tegen Schalke 04 zakte de ploeg naar de vierde plaats bij het ingaan van de winterpauze. Op de 28e speeldag boekte Steffen met zijn team met een 6-0 thuiszege op SSV Jahn Regensburg de grootste overwinning in de clubgeschiedenis. Mede door puntverlies van concurrenten bleef de club lange tijd in de race om promotie. Daarmee plaatste men zich voor de promotie/degradatieplay-off tegen de nummer zestien van de Bundesliga 1. FC Heidenheim 1846. De heenwedstrijd eindigde in een 2-2 gelijkspel, nadat een 0-2 voorsprong uit handen werd gegeven. In de thuiswedstrijd in de Ursapharm-Arena an der Kaiserlinde werd in de 95e minuut met 1–2 verloren, waardoor promotie uitbleef. De sterke prestaties van Steffen trokken de aandacht van hoger aangeschreven clubs, waarna hij kort na afloop van het seizoen ondanks een doorlopend contract een transfer maakte naar het in de Bundesliga uitkomende Werder Bremen.

### Werder Bremen
Steffen tekende een contract van onbekende duur bij de Noord-Duitse club, waar hij werd aangesteld als opvolger van Ole Werner, die had besloten zijn in 2026 aflopende contract niet te verlengen.

## Statistieken
| Van                        | Tot        | Club                | Duels | W   | G  | V  | Pt  | Ratio |
| -------------------------- | ---------- | ------------------- | ----- | --- | -- | -- | --- | ----- |
| 29.10.2018                 | 30.05.2025 | SV Elversberg       | 257   | 151 | 51 | 55 | 504 | 1,96  |
| 01.07.2017                 | 02.01.2018 | Chemnitzer FC       | 23    | 5   | 4  | 14 | 19  | 0,83  |
| 24.12.2015                 | 04.10.2016 | Preußen Münster     | 28    | 8   | 5  | 15 | 29  | 1,04  |
| 30.09.2013                 | 04.11.2015 | Stuttgarter Kickers | 89    | 38  | 24 | 27 | 138 | 1,55  |
| Bijgewerkt tot 29 mei 2025 |            |                     |       |     |    |    |     |       |

## Persoonlijk
Steffen is de zoon van Bernhard Steffen, de voormalige rechtsbuiten van Fortuna Düsseldorf en tweevoudig Duits-international.

## Erelijst
Als trainer:
| Winnaar Landespokal Saarland  | 4x | 2019/20, 2020/21, 2021/22 en 2022/23 |
| Kampioen Regionalliga Südwest | 1x | 2021/22                              |
| Kampioen 3. Liga              | 1x | 2022/23                              |